# Baumstammwerfen

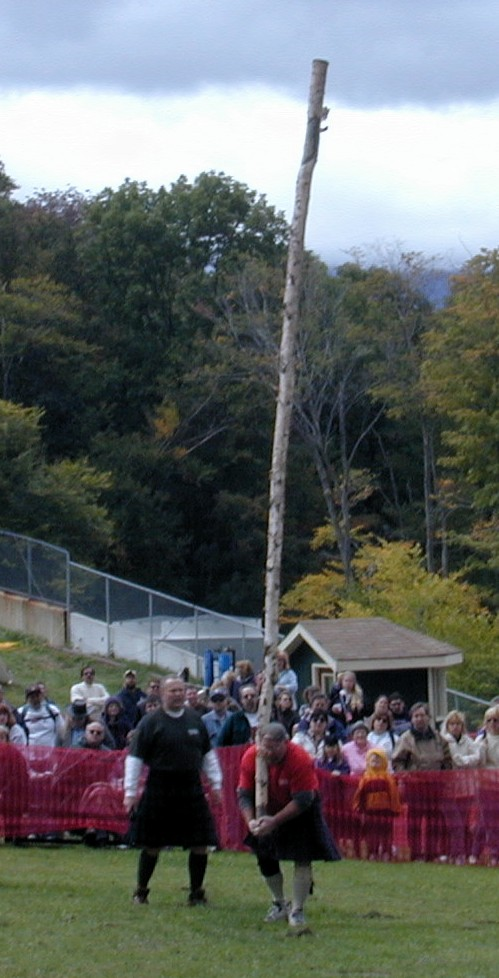
Baumstammwerfen bei den 2000 New Hampshire Highland Games

Baumstammwerfen (engl.: tossing the caber, kurz caber toss) ist eine traditionelle schottische Sportart. Es wird in Schottland schon seit Jahrhunderten betrieben und ist heute fester Bestandteil der jährlichen Highland Games; es ist aber auch eine Disziplin der Olympiade von Gotland.
Der Werfer hält den Baumstamm zunächst mit beiden Händen senkrecht vor seinem Körper. Dann nimmt er Anlauf, wobei der Stamm nicht umkippen darf, und schleudert den Stamm so von sich, dass dieser in der Luft zunächst eine 180°-Drehung vollführt. Er trifft also mit dem ursprünglich oberen Ende zuerst auf dem Boden auf. Aufgrund des Drehmoments kippt er dann weiter, so dass zum Schluss das Ende, das der Werfer in den Händen hatte, von diesem weg zeigt.
Ziel des caber toss ist es nicht, den Stamm möglichst weit zu werfen, sondern in möglichst gerader Linie. Bleibt der Stamm schräg liegen, dann wird der Werfer mit Punktabzug bestraft, der umso höher ausfällt, je größer die Winkelabweichung ist. Kippt der Stamm nach dem Auftreffen in Richtung des Werfers zurück, dann ist der Punktabzug noch höher.
Die verwendeten Stämme sind üblicherweise 5–6 Meter lang und wiegen zwischen 35 und 60 kg. Das Gewicht und die Größe der Stämme erfordern von den Teilnehmern erhebliche Kraft und Geschicklichkeit.

## Bergturnfeste

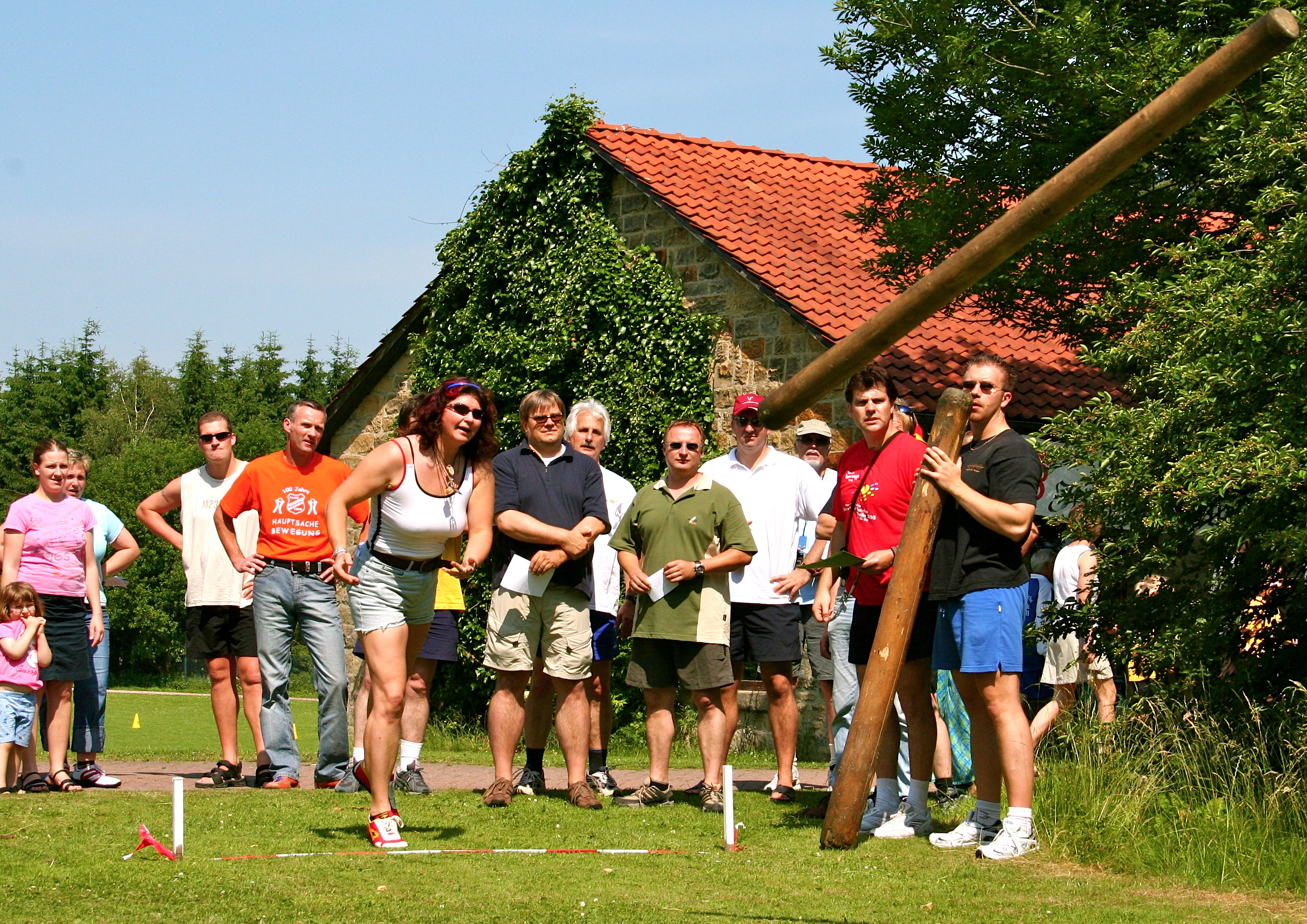
Traditionelles Baumstammwerfen beim Jahn-Bergturnfest 2006 auf dem Bückeberg in Niedersachsen

Das Baumstammwerfen fand auch in den deutschsprachigen Raum Eingang, als es die Turnbewegung in ihre Übungen aufnahm, die zunächst der körperlichen Ertüchtigung und Leistungsfähigkeit vor dem Hintergrund des Wehrgedankens dienten. So zählt das Baumstammwerfen zu den traditionellen Wettkampfdisziplinen, die bei Bergturnfesten ausgeführt werden. Die Regeln, die Wurftechnik und die Maße der verwendeten Baumstämme unterscheiden sich jedoch von der schottischen Tradition.
Der kleiner als in Schottland bemessene Baumstamm wird aus dem Stand bei parallel zueinander ausgerichteten Füßen beidhändig senkrecht vor dem Körper gehalten und aus dieser Position hoch und weit geworfen. Wie bei den schottischen Regeln muss der Baumstamm mit dem beim Abwurf nach oben gerichteten Ende zuerst auf dem Boden aufkommen und dabei im rechten Winkel nach vorn überkippen, so dass das beim Abwurf in den Händen gehaltene untere Ende in Wurfrichtung nach vorn zu liegen kommt. Von verschiedenen Würfen eines Sportlers wird je Durchgang der weiteste in die Wertung genommen, sofern er den Regeln entsprochen hat, und mit 0–25 Punkten honoriert. Ein Übertreten der Abwurfmarkierung und eine Abweichung von der Wurftechnik bzw. der Art des Überkippens macht den Wurf ungültig. Für Frauen und Männer werden unterschiedlich große und schwere Baumstämme verwendet.